# Campoplex gastroides
Campoplex gastroides är en stekelart som beskrevs av Johann Ludwig Christian Gravenhorst 1829. Campoplex gastroides ingår i släktet Campoplex och familjen brokparasitsteklar. Arten är reproducerande i Sverige. Inga underarter finns listade.